# Procopio el Grande

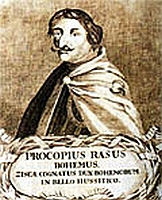
Procopio el Grande.

Andreas Procopio o Procopio el Grande (en checo: Prokop Veliký) (~1380 - Lipany, República Checa, 30 de mayo de 1434) fue uno de los generales husitas más importantes de las guerras husitas. También se le conoce por Procopio el Calvo (Prokop Holý).

## Biografía
Procopio fue un sacerdote casado, perteneciente a una importante familia de Praga. Inicialmente era miembro de los utraquistas (la parte moderada de los husitas). Aunque ejerció como sacerdote y ofició como tal, llegó a ser el caudillo de la avanzada taborita durante la última parte de las guerras husitas. No fue el inmediato sucesor de Jan Žižka como líder de los taboritas, pero bajo su mando, las fuerzas de Tábor obtuvieron grandes victorias sobre los alemanes y los católicos en Ústí nad Labem en 1426 y en la batalla de Domažlice en 1431. La aplastante derrota de los cruzados en Domažlice llevó a las negociaciones de paz en 1432 en Cheb entre los husitas y los representantes del Concilio de Basilea.
También actuó como jefe de los taboritas durante sus incursiones por Hungría y Alemania, sobre todo cuando un numeroso ejército de Bohemia y Sajonia invadió en 1429 el territorio de Núremberg. Los husitas no hicieron ningún esfuerzo permanente para conquistar el territorio alemán, y el 6 de febrero de 1430 Procopio firmó un tratado en Kulmbach con Federico I de Brandeburgo, en el que los husitas se comprometían a salir de Alemania. Los bohemios entraron en negociaciones con Segismundo y los representantes del Concilio de Basilea y, después de prolongados debates, resolvieron enviar una embajada ante el concilio. Procopio el Grande fue su más destacado miembro, llegando a Basilea el 4 de enero de 1433. Con el paso del tiempo, las negociaciones resultaron infructuosas y Procopio con los otros enviados regresaron a Bohemia, donde estallaron nuevos conflictos.
El ejército taborita dirigido por Procopio sitia la ciudad de Pilsen, que se encontraba en manos de los católicos. La disciplina en el campamento de los husitas había disminuido en el curso de la prolongada guerra, y antes de que los taboritas acamparan en Pilsen, se rebelaron contra Procopio, que tuvo que volver a Praga.
Debido probablemente a las diferencias entre los hombres de Tábor, la nobleza de Bohemia, tanto católica como utraquista, formó una liga con el fin de oponerse al radicalismo, que a través de las victorias de los taboritas había adquirido una gran fuerza en las ciudades de Bohemia. La lucha se inició en Praga. Ayudados por los nobles, los ciudadanos del casco histórico se apoderaron de los barrios más radicales de la ciudad, mientras que Procopio intentaba defenderse sin éxito. En entonces cuando Procopio solicita la ayuda de Procopio el Menor, que le había sucedido en el mando del ejército taborita antes de lo ocurrido en Pilsen. Juntos se retiraron hacia el este de Praga, y sus fuerzas, conocidas como el Ejército de los municipios, se enfrentaron a las tropas de los nobles entre Kourim y Kolín en la batalla de Lipany el 30 de mayo de 1434. Los taboritas fueron derrotados y ambos Procopios perecieron en la batalla.